# Parallelsamfund
Et parallelsamfund er et samfund, der eksisterer side om side med et eller flere andre samfund. Ofte kan der være tale om et mindretal, der lever med andre sociale, kulturelle eller religiøse normer end det "almindelige" (flertallets) samfund. Parallelsamfund kan tage mange forskellige former, og ordet er både blevet brugt som et positivt, neutralt og negativt begreb. Det er f.eks blevet brugt om landbrugs- og industrikultur, livet i forskellige socialgrupper som over- og underklasse, subkulturer som det danske graffitimiljø, livet blandt forskere i den danske universitetsverden og jødiske samfund i Danmark og USA. I bredeste forstand kan det således betegne alle grupper, der er kendetegnet ved et interesse-, identitets- eller anden form for fællesskab. "Enhver husmoderforening eller sportsforening er i realiteten et parallelsamfund", sagde den tidligere danske overrabbiner Bent Melchior i 2016. Siden 1990'erne er det i Danmark, Tyskland og andre lande især blevet anvendt i forbindelse med den stigende andel af indvandrere og deres efterkommere og en bekymring for, at disse befolkningsgrupper ikke bliver integreret i tilflyttersamfundene, men i stedet danner parallelsamfund med negative konsekvenser for landenes sammenhængskraft. 
Fra 2021 bruges begrebet af den danske regering som officiel betegnelse for særligt udsatte almene boligområder, hvor over halvdelen af beboerne er indvandrere eller efterkommere fra ikke-vestlige lande, og hvor beboersammensætningen opfylder visse specifikke kriterier for uddannelsesniveau, beskæftigelse, indkomst og lovovertrædelser. 

## Begrebets oprindelse
Ordet er kendt på dansk siden september 1968, hvor den daværende studerende (senere kultursociolog) Peter Duelund skrev en kronik i dagbladet Information med titlen ”Parallelsamfund som ny politisk strategi”. Duelund var engageret i foreningen Det Ny Samfund, der arbejdede for at skabe direkte demokrati og alternative samværs- og livsformer. Duelund anvendte ordet parallelsamfund som et mindre ambitiøst modkulturbegreb end modstykket "alternativt samfund". I 1971 uddybede han sit synspunkt i debatbogen ”På vej mod et nyt samfund”. Her argumenterede han for, at bevægelsen ikke skulle skabe et "alternativt samfund", hvor man helt vender samfundet ryggen og forsøger at opbygge nye normer og værdier fra bunden, men derimod parallelsamfund, der via deres kontakt med den omgivende verden kunne vise, at et bedre samfund var muligt.
Ifølge Mikaela von Freieslebens ph.d.-afhandling om begrebet parallelsamfund optrådte ordet i øvrigt sporadisk i de følgende årtier. Friskoler og lilleskoler er blevet omtalt som parallelsamfund, og det samme er livet på Christiania. I 1990'erne steg anvendelsen af ordet: I et indlæg i Berlingske Tidende i 1990 taler forfatteren Jane Aamund om forskellige sociale eller mentale lag som parallelsamfund. (”Vi har fået to parallelsamfund, vindere og tabere”.) Tilsvarende beskrev journalisten Monica Krog-Meyer i 1995 i en artikel i Ekstra Bladet livet i den danske overklasse, middelklasse og underklasse som parallelle samfund. Også oplysningsforbundet HOF, industri- og landbrugssamfundet, opbygningen af alternative institutioner for civilsamfundet blandt den albansktalende befolkning i det serbisk-styrede Kosova og rodløse, danske unge, der skaber fællesskaber omkring graffiti-kulturen, blev beskrevet som parallelsamfund i 1990'erne.

## Parallelsamfund i integrationsdebatten
I Tyskland blev ordet "Parallelgesellschaft" anvendt i debatten om indvandring og integration af sociologen Wilhelm Heitmeyer i en artikel i 1996, og derefter bredte det sig i den tyske offentlighed. I 1998 blev ordet "parallelsamfund" for første gang brugt om indvandring og integration af muslimer i Danmark i en artikel i Jyllands-Posten, der citerer den daværende socialdemokrat Mogens Camre: ”Han (Camre) er blot bekymret for, at der i Danmark bliver skabt et parallel-samfund med andre normer og værdier”. Camre lånte ordet fra sine tyske kolleger i Europa-Parlamentet. Fra dette tidspunkt blev betegnelsen stadig oftere anvendt i Danmark, og fra 2002 i de allerfleste tilfælde i forbindelse med indvandring. I 2004 skete der ifølge von Freiesleben en kraftig stigning i anvendelsen af begrebet i den danske debat. I maj 2004 optrådte det således i den danske regerings officielle strategi mod ghettoisering. I 2010 blev begrebet yderligere almindeligt, og indgik i titlen på lanceringen af regeringens ghettoplan: ”Ghettoen tilbage til samfundet. Et opgør med parallelsamfund i Danmark”. I perioden 2003-2013 blev ordet parallelsamfund i alt anvendt knap 9.000 gange i medierne af politikere, journalister og eksperter ifølge von Freieslebens optælling.

## Problemstillinger i Danmark
I integrationsdebatten i Danmark har der bl.a. på retsområdet været peget på eksempler, hvor det lokale civilsamfund har fungeret som alternativ til det offentlige retssystem, så konflikter bliver løst uden om politi og domstole. Ofte sker det ved mægling eller medvirken af lokale religiøse autoriteter som imamer. I 2008 fortalte beboerformand Mohammed Aslam fra boligområdet Mjølnerparken i København til Berlingske Tidende, at fænomenet med et retssystem udenom politiet var velkendt i området: "I Mjølnerparken benytter man en metode, hvor børn og unge, der har begået hærværk stilles overfor de forurettede med krav om betaling. »Det sker med udgangspunkt i at give de unge en chance. Så den unge ikke kommer i fængsel og bliver endnu mere kriminel,« siger Mohammed Aslam og understreger, at han ikke kender til, at fænomenet er organiseret." I 2016 berettede TV2, at Fredens Moske ved Aarhus har benyttet et shariaråd, der tager udgangspunkt i islamiske regler. Også den katolske kirke i Danmark har sin egen kirkelige domstol, og det samme har det jødiske samfund.
I 2016 fremlagde den danske regering to handlingsplaner til bekæmpelse af parallelsamfund. Fokus heri var især at bekæmpe ekstremisme og radikalisering blandt unge muslimer samt at forebygge negativ social kontrol i form af æresrelaterede konflikter, genopdragelsesrejser og tvangsægteskaber.
Den palæstinensisk-danske forfatter Ahmad Mahmoud har i sin bog Sort land om sin opvækst i boligkvarteret Askerød i Hundige beskrevet en tilværelse, der på mange måder udgjorde et kulturelt parallelsamfund med tæsk i hverdagen, koranskoler, arrangerede ægteskaber, bander og fastlåste kønsrollemønstre.

### Officiel dansk statistisk definition
I 2021 blev den kategori af udsatte boligområder, der de seneste foregående år officielt var blevet kategoriseret som ghettoer af den danske regering ud fra forskellige kriterier for beboersammensætningens beskæftigelse, uddannelsesniveau, herkomst og udbredelsen af kriminalitet, omdøbt til parallelsamfund. Den officielle sprogbrug bestemmes altså ifølge lovgivningen i denne sammenhæng af nogle helt bestemte statistiske kriterier. Mere specifikt er et parallelsamfund i denne forstand kendetegnet ved, at der er tale om et alment boligområde med mindst 1.000 beboere, hvoraf over halvdelen er indvandrere eller efterkommere fra ikke-vestlige lande, og hvor samtidig mindst to af de følgende fire kriterier er opfyldt:
- Andelen af 18-64-årige uden tilknytning til arbejdsmarkedet eller uddannelse overstiger 40 procent (gennemsnit for de seneste to år).
- Andelen af beboere dømt for overtrædelse af straffeloven, våbenloven eller lov om euforiserende stoffer udgør mindst 3 gange landsgennemsnittet opgjort som gennemsnit over de seneste to år.
- Andelen af beboere i alderen 30-59 år, der alene har en grunduddannelse, overstiger 60 pct. af samtlige beboere i samme aldersgruppe.
- Den gennemsnitlige bruttoindkomst for skattepligtige i alderen 15-64 år i området eksklusive uddannelsessøgende er mindre end 55 pct. af den gennemsnitlige bruttoindkomst for samme gruppe i regionen.[15]

Baggrunden for navneskiftet var, at boligminister Kaare Dybvad ønskede at undgå brugen af ordet "ghetto", der kan virke stigmatiserende.
Pr. 1. december 2021 var der i henhold til disse kriterier 12 parallelsamfund i Danmark.